# Desmatosuchus
Genre
Espèces de rang inférieur
- † D. spurensis Case, 1920
- † D. smalli Parker, 2005
- † D. haplocerus (Cope, 1892)

Desmatosuchus est un genre fossile d'Archosauriens qui vécut au Texas durant le Trias supérieur il y a 225 millions d'années. Il appartient à l'ordre des Aetosaures et à la famille des Stagonolepididae.

## Description
Desmatosuchus mesurait 5 mètres de long et 1,5 mètre de haut. C'était l'un des plus grands Aetosaures. Son allure générale est celle d'un crocodile, bien que ce soit un herbivore. Les Aetosaures sont d'ailleurs comme les crocodiles des Crurotarsiens. La tête du Desmatosuchus était petite par rapport au corps. Sa dentition suggère qu'il se nourrissait de plantes peu coriaces. Son museau était particulièrement performant et lui permettait d'extraire facilement les racines. Son dos était protégé par une armure constituée d'ostéodermes. Il possédait deux grandes épines de 45 centimètres sur ses épaules.

## Espèces
On connaît actuellement trois espèces de Desmatosuchus:
- Desmatosuchus spurensis[1]
- Desmatosuchus smalli
- Desmatochus haplocerus